# Emblem3
Emblem3 é uma banda norte-americana de reggae pop formada em Sequim, Washington, consistente nos irmãos Wesley Stromberg e Keaton Stromberg, e Drew Chadwick. Em 2013, eles assinaram com a gravadora de Simon Cowell, Syco Records e a Columbia Records depois de terminar em quarto lugar na segunda temporada do The X Factor americano.
Seu primeiro single depois de ter sido assinado, "Chloe (You're the One I Want)", foi lançado em 27 de maio de 2013 e seu álbum de estreia, intitulado Nothing to Lose, foi lançado em 30 de julho de 2013.
Devido a visões diferentes de Chadwicks, ele deixou o Emblem3 em junho de 2014. Um ano depois, ambos Keaton e Wesley iniciaram projetos musicais separados, deixando o futuro do Emblem3 incerto. Em setembro de 2015, o Emblem3 apareceu na estreia do filme The Janoskians, causando especulações de que os três pudessem ter reconciliado. Sua reconciliação foi posteriormente confirmada pela banda no Twitter. Em 3 de novembro de 2015, o Emblem3 fez um anúncio privado para os fãs que se inscreveram seu site; neles, eles revelaram que eles estavam trabalhando em um novo álbum a ser lançado em 2016, seguindo de uma turnê. Em 1 de fevereiro de 2016, a banda lançou seu primeiro single intitulado "Now", desde que juntaram novamente.

## Carreira

### Início da carreira
Enquanto frequentavam uma escola secundária em Sequim, Washington, Drew Chadwick e Wesley Stromberg começaram a fazer sessões juntos. Na época, Keaton Stromberg, irmão de Wesley tinha apenas nove anos e não fazia parte da banda, mas estava trabalhando em suas próprias gravações caseiras e ia ver o trabalho de Chadwick e Wesley. Enquanto Wesley havia se mudado para Huntington Beach com sua namorada, Chadwick passou para o ensino médio movendo-se na costa oeste, finalmente unindo com Wesley em Huntington Beach, Califórnia. Keaton matriculou em uma escola de artes nas proximidades e se mudou para a Califórnia para se juntar a eles. Eles lançaram um álbum, Bite Your Lip and Take It sob o nome de The American Scholars, que produziram em seus porões. Depois de passar por muitos nomes, o trio estabeleceu-se como "Emblem3" em Huntington Beach. Eles se apresentaram no local ao longo da Sunset Strip.

### 2012:The X Factor
Em 2012, o Emblem3 fez uma audição em San Francisco para a segunda temporada do The X Factor dos Estados Unidos, cantando uma canção original intitulada "Sunset Boulevard", escrita por Drew. Durante o treinamento, eles cantaram a canção "Iris" do Goo Goo Dolls e na casa dos amores, eles desempenharam "Every Little Thing She Does Is Magic" do The Police e foram escolhidos por Cowell para os shows ao vivo, apesar de um erro na apresentação.
O Emblem3 desempenhou "One Day" de Matisyahu durante o primeiro show ao vivo em 31 de outubro. Além disso, eles foram selecionados como o primeiro grupo a entrar no topo dos doze por Simon Cowell. No segundo show ao vivo em 7 de novembro, o grupo performou um mistura de "My Girl" do The Temptations e "California Gurls" de Katy Perry com "What Makes You Beautiful" do One Direction como música de fundo. Após o segundo show ao vivo do grupo, eles foram o sexto classificado com base nos votos dos fãs e chegou a próxima semana de shows ao vivo. No terceiro show ao vivo, eles tocaram "No One" de Alicia Keys e ficaram em quarto lugar com os votos dos fãs passando para quinta semana. No quarto show ao vivo em 21 de novembro de 2012, eles performaram "Secrets", do OneRepublic e foram classificados em quarto lugar novamente pelo público americano. Na quinta apresentação ao vivo, eles cantaram "I'm a Believer" do The Monkees e foram classificados no terceiro lugar, a diferença entre o segundo e a deles era inferior a 1%. Na sexta apresentação ao vivo, o grupo apresentou duas canções. A primeira, foi escolhida por seu mentor, foi "Just the Way You Are" de Bruno Mars. A segunda, foi escolhida por votação pelos fãs no Desafio Pepsi, sendo "Forever Young" do Alphaville. O grupo foi mais uma vez escolhido no terceiro lugar pelo voto dos fãs. Nas semi-finais, eles cantaram "Baby, I Love Your Way" de Peter Frampton como escolha própria e "Hey Jude" do The Beatles como escolha de Cowell. Eles foram eliminados no programa ficando no quarto lugar.

#### Desempenho noThe X Factor
O Emblem3 executou as seguintes músicas:
| Show            | Tema                     | Canção                                              | Artista original                         | Sequência | Resultado                      |
| --------------- | ------------------------ | --------------------------------------------------- | ---------------------------------------- | --------- | ------------------------------ |
| Audição         | Livre escolha            | "Sunset Blvd"                                       | Emblem3                                  | —         | Durante o campo de treinamento |
| 1º treinamento  | Performance solo         | "Iris"                                              | Goo Goo Dolls                            | —         | Através do 2º treinamento      |
| 2º treinamento  | Performance em grupo     | Não foi ao ar                                       | Não foi ao ar                            | —         | Através do 3º treinamento      |
| 3º treinamento  | Performance em dueto     | Não foi ao ar                                       | Não foi ao ar                            | —         | Através da casa dos juízes     |
| Casa dos juízes | Livre escolha            | "Every Little Thing She Does Is Magic"              | The Police                               | —         | Através dos shows ao vivo      |
| 1ª semana       | Feito na América         | "One Day"                                           | Matisyahu                                | 16        | Salvo por Simon Cowell         |
| 2ª semana       | Canções de filmes        | "My Girl/California Gurls/What Makes You Beautiful" | The Temptations/Katy Perry/One Direction | 4         | Salvo (6º lugar)               |
| 3ª semana       | Divas                    | "No One"                                            | Alicia Keys                              | 11        | Salvo (4º lugar)               |
| 4ª semana       | Thanksgiving             | "Secrets"                                           | OneRepublic                              | 3         | Salvo (4º lugar)               |
| 5ª semana       | Número um                | "I'm a Believer"                                    | The Monkees                              | 8         | Salvo (3º round)               |
| 6ª semana       | Canções acústicas        | "Just the Way You Are"                              | Bruno Mars                               | 2         | Salvo (3º round)               |
| 6ª semana       | Canções do Desafio Pepsi | "Forever Young"                                     | Alphaville                               | 8         | Salvo (3º round)               |
| Semi-final      | Escolha do competidor    | "Baby, I Love Your Way"                             | Peter Frampton                           | 3         | Eliminatória (4º lugar)        |
| Semi-final      | Sem tema                 | "Hey Jude"                                          | The Beatles                              | 7         | Eliminatória (4º lugar)        |

### 2013–presente:Nothing to Lose
O trio começou a gravar seu primeiro álbum, Nothing to Lose, em dezembro de 2012. Foi lançado em 30 de julho de 2013. O single de estreia do álbum é "Chloe (You're the One I Want)". O segundo single do álbum foi "3000 Miles". Eles também fizeram um tour para promover a música "Goin 'Back to Cali Tour", que teve lugar em abril de 2013.
Emblem3 tornou-se o ato de abertura para Selena Gomez em seu Stars Dance Tour que começou em agosto de 2013. Em 5 de dezembro de 2013, o Emblem3 teve uma performance de retorno no X Factor, cantando "Just for One Day". Após sua performance, eles anunciaram sua primeira turnê nacional, "#Bandlife".
O Emblem3 lançou seu primeiro extended play (EP) intitulado Songs from the Couch, Vol. 1 em 2 de junho de 2014 de forma independente.
Em 20 de junho de 2014, a banda anunciou em seu site que seu membro Drew Chadwick, estava deixando o grupo para seguir carreira solo.

## Discografia

### Álbuns de estúdio
| Título          | Detalhes do álbum | Melhores posições | Melhores posições | Melhores posições | Melhores posições | Certificações (limiares de vendas) |
| Título          | Detalhes do álbum | US                | US Digital        | CAN               | NZ                | Certificações (limiares de vendas) |
| --------------- | --- | ----------------- | ----------------- | ----------------- | ----------------- | ---------------------------------- |
| Nothing to Lose | - Lançamento: 30 de julho de 2013 - Gravadora: Columbia Records, Syco Music, Mr. Kanani - Formatos: CD, download digital | 7                 | 6                 | 8                 | 21                | - EUA: 70,000                      |

### Extended play
| Songs from the Couch, Vol. 1 | - Lançamento: 2 de junho de 2014 - Gravadora: EMBLEM3 - Formatos: Download digital         | 53 | 22 |
| Forever Together             | - Lançamento: 27 de outubro de 2014 - Gravadora: EMBLEM3 - Formatos: Download digital      | 56 | 21 |
| Waking Up                    | - Lançamento: 1 de abril de 2016 - Gravadora: Z-Entertainment - Formatos: Download digital |    |    |

### Singles
| Canção                          | Ano  | Melhores posições | Melhores posições | Melhores posições | Melhores posições | Melhores posições | Melhores posições | Melhores posições | Certificações  | Álbum           |
| Canção                          | Ano  | US                | US Airplay        | US Digital        | US Heat           | US Pop            | CAN               | COR               | Certificações  | Álbum           |
| ------------------------------- | ---- | ----------------- | ----------------- | ----------------- | ----------------- | ----------------- | ----------------- | ----------------- | -------------- | --------------- |
| "Chloe (You're the One I Want)" | 2013 | 93                | 26                | 67                | 7                 | 25                | 87                | 93                | - EUA: 330,000 | Nothing to Lose |
| "Just For One Day"              | 2013 |                   |                   |                   |                   |                   |                   |                   |                | Nothing to Lose |
| "Sunset Blvd"                   | 2013 |                   |                   |                   |                   |                   |                   |                   |                | Nothing to Lose |
| "3000 Miles"                    | 2013 | —                 | 83                | —                 | —                 | —                 | —                 | —                 |                | Nothing to Lose |

## Membros
Membros atuais
- Wesley Trent Stromberg nascido em 6 de dezembro de 1993 (31 anos), - vocal principal, guitarra e bongo[1]
- Keaton Robert Stromberg nascido em 16 de julho de 1996 (28 anos), - baixo, vocal e guitarra de apoio[1]

- Drew Michael Chadwick nascido em 1 de outubro de 1992 (32 anos), - vocal principal (rapping), guitarra.[1]

Antigos membros de apoio ao vivo
- Kenny Galbraith, bateria
- Kyle Miner, saxofone, teclado
- Riley P, vocal principal/de apoio

## Turnês
- West Coast Tour (2013)
- E3 Goes East (2013)[15]
- Goin' Back to Cali (2013)[8]
- Emblem3 Summer Tour (2013)
- Stars Dance Tour (ato de abertura) (2013)[16]
- #Bandlife Tour (2014) (ato de abertura incluía MKTO e Jackson Guthy)
- Fireside Story Sessions (2014)
- Waking Up Tour (2016)

O grupo também se apresentou em vários festivais ao longo do ano, como o Z-Fest (Brasil), Kiss Concert (Boston, MA), Spring Break 2014 (Portugal).
O grupo também programou para se apresentar em festivais de música e séries de concertos durante todo o verão, como a Ramapo Summer Concert Series (Nova Iorque), etc.

## Prêmios e nomeações
| Ano  | Prêmio                    | Categoria                                  | Obra                            | Resultado |
| ---- | ------------------------- | ------------------------------------------ | ------------------------------- | --------- |
| 2013 | Teen Choice Awards        | Escolha Musical: Grupo Bem-Sucedido        | Emblem3                         | Venceu    |
| 2013 | Teen Icon Awards          | Ícone de Amanhã                            | Emblem3                         | Indicado  |
| 2013 | Teen Icon Awards          | Viner Icônico                              | Wesley Stromberg                | Indicado  |
| 2013 | Capricho Awards           | Gato Internacional                         | Drew Chadwick                   | Indicado  |
| 2013 | Capricho Awards           | Melhor Show no Brasil                      | Emblem3                         | Indicado  |
| 2013 | Capricho Awards           | Revelação Internacional                    | Emblem3                         | Indicado  |
| 2014 | Radio Disney Music Awards | Melhor Choque de Música - Abraços e beijos | "Chloe (You're the One I Want)" | Indicado  |
| 2014 | Radio Disney Music Awards | Melhor Música em Grupo - Eles são Únicos   | Emblem3                         | Indicado  |